# Cadre (moto)
Pour les articles homonymes, voir Cadre.
Le cadre d'un deux-roues est un composant assurant la liaison entre ses principaux éléments et la rigidité de l'ensemble. Sur une moto, le cadre, parfois aussi appelé châssis, est l'élément principal de la partie-cycle. Il est fabriqué en acier ou dans un alliage au chrome-molybdène, en aluminium sur les motos sportives, ou en fibre de carbone sur les modèles de compétition. Il peut avoir différentes architectures selon les objectifs de poids, d'encombrement et de coûts visés.
Le cadre tubulaire le plus simple, présent sur une bicyclette ou une moto de faible ou moyenne cylindrée, se compose de trois tubes formant un triangle : la pointe supérieure avant est reliée à la colonne de direction, la pointe inférieure arrière sert d'ancrage au bras oscillant ou à l'axe de roue arrière.

## Cadre à berceau
Le cadre à berceau est une évolution du cadre des vélos. Le cadre passe sous le moteur pour rejoindre l'arrière de la moto, et le moteur est posé sur la partie inférieure du cadre.
Un cadre simple berceau ne possède qu'un tube qui relie la colonne de direction à l'arrière de la moto. Un cadre de ce type est dit « interrompu » si le tube est fixé sur le moteur. Il est dit « dédoublé » s'il se partage en deux sous le moteur.
Un cadre double berceau possède deux tubes reliant la colonne et l'arrière de la moto.

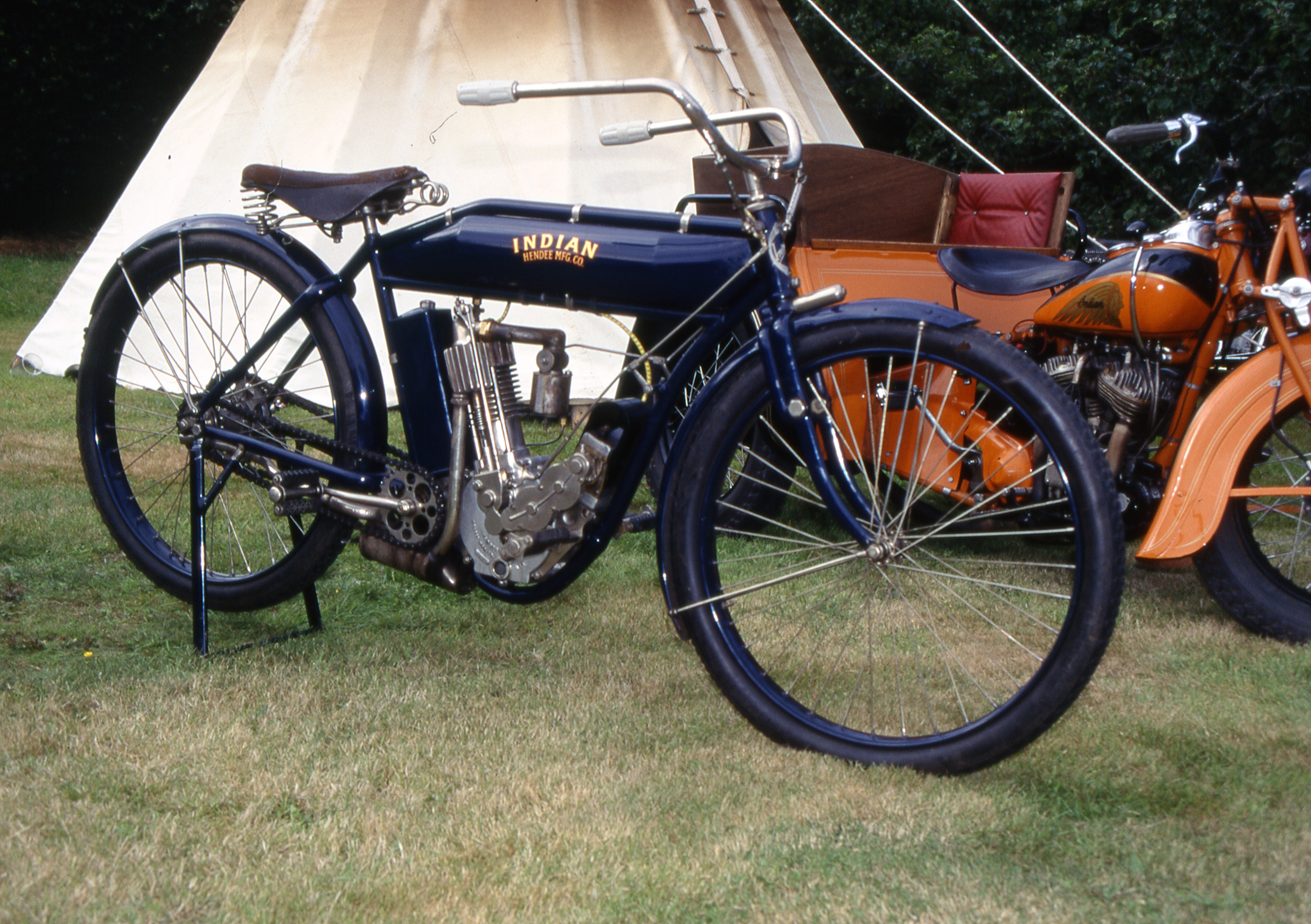
Indian Single, cadre à simple berceau (1909).
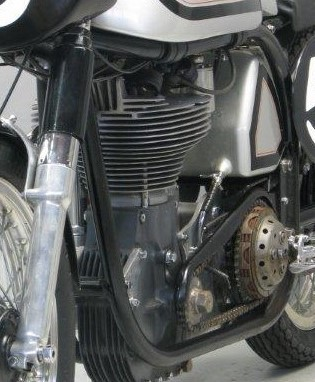
Norton Manx, double berceau Featherbed (1952)[2].
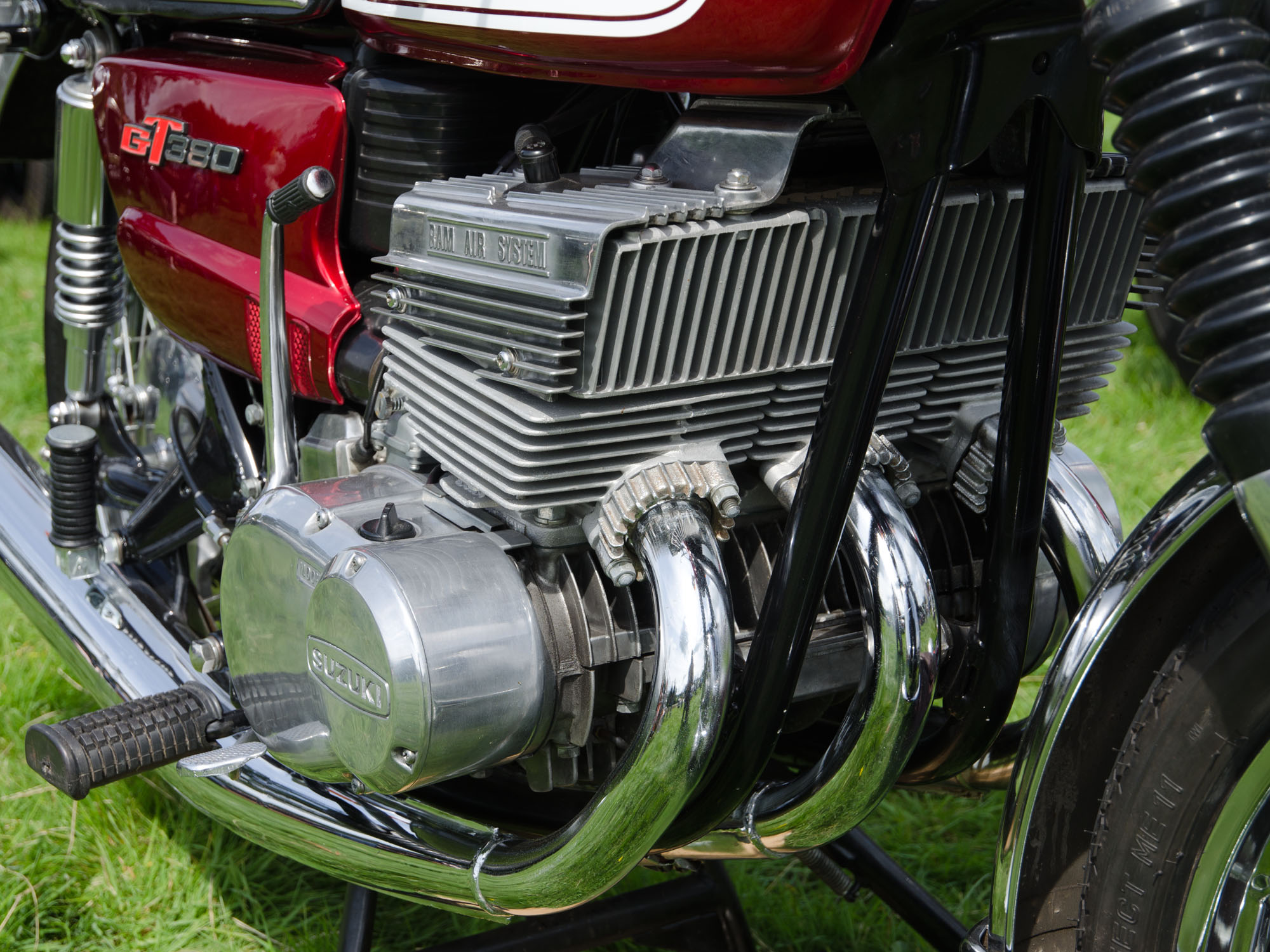
Suzuki GT 380, double berceau (1972).

## Cadre à treillis tubulaire
Un treillis tubulaire se compose de plusieurs tubes, soudés entre eux pour former des triangles. Le triangle étant quasi indéformable, les cadres treillis ont une rigidité élevée, ce qui favorise la tenue de route.
On trouve ce type de cadre notamment sur des Ducati, KTM ou MV Agusta.

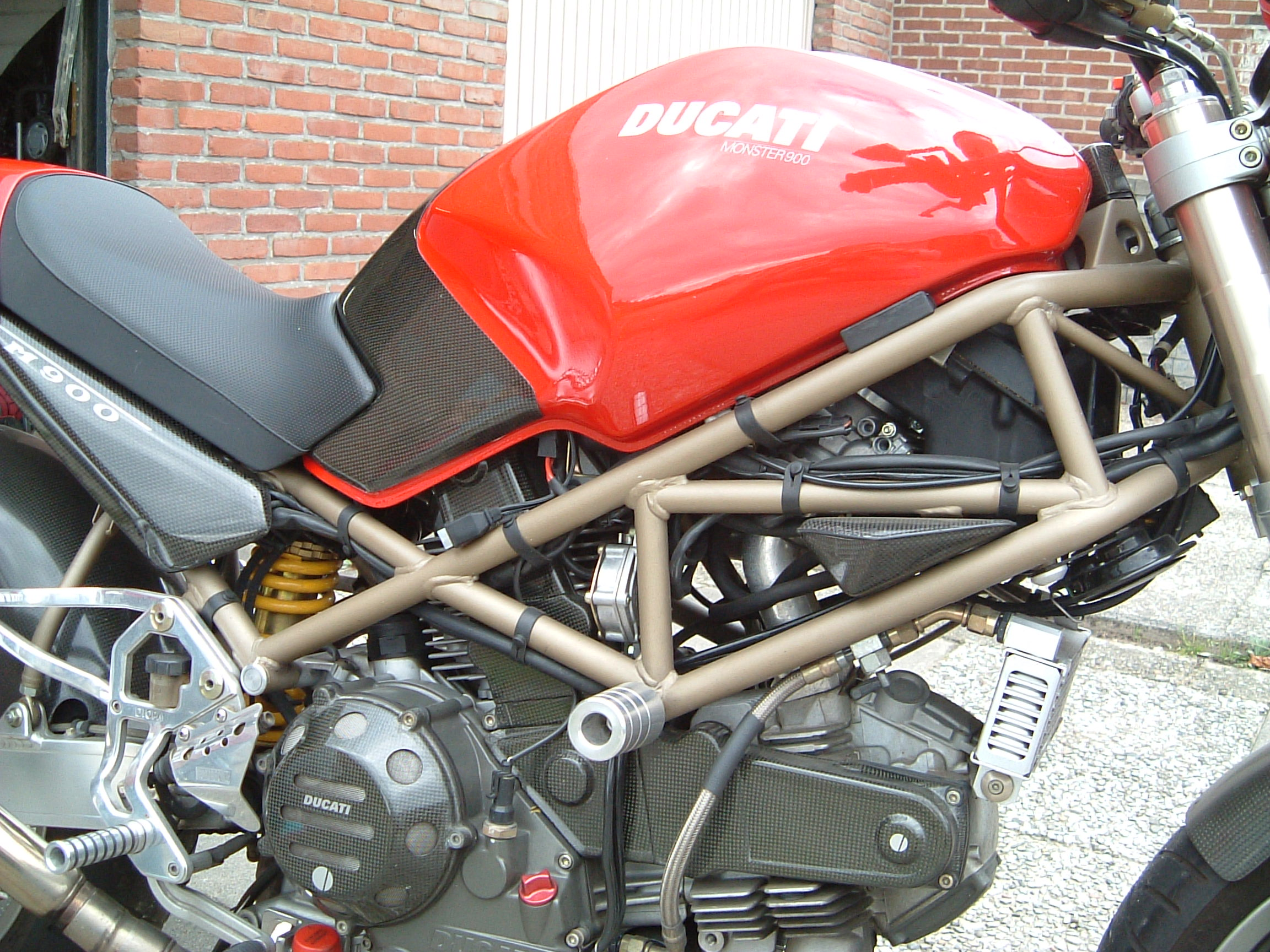
Ducati Monster 900 (2005).
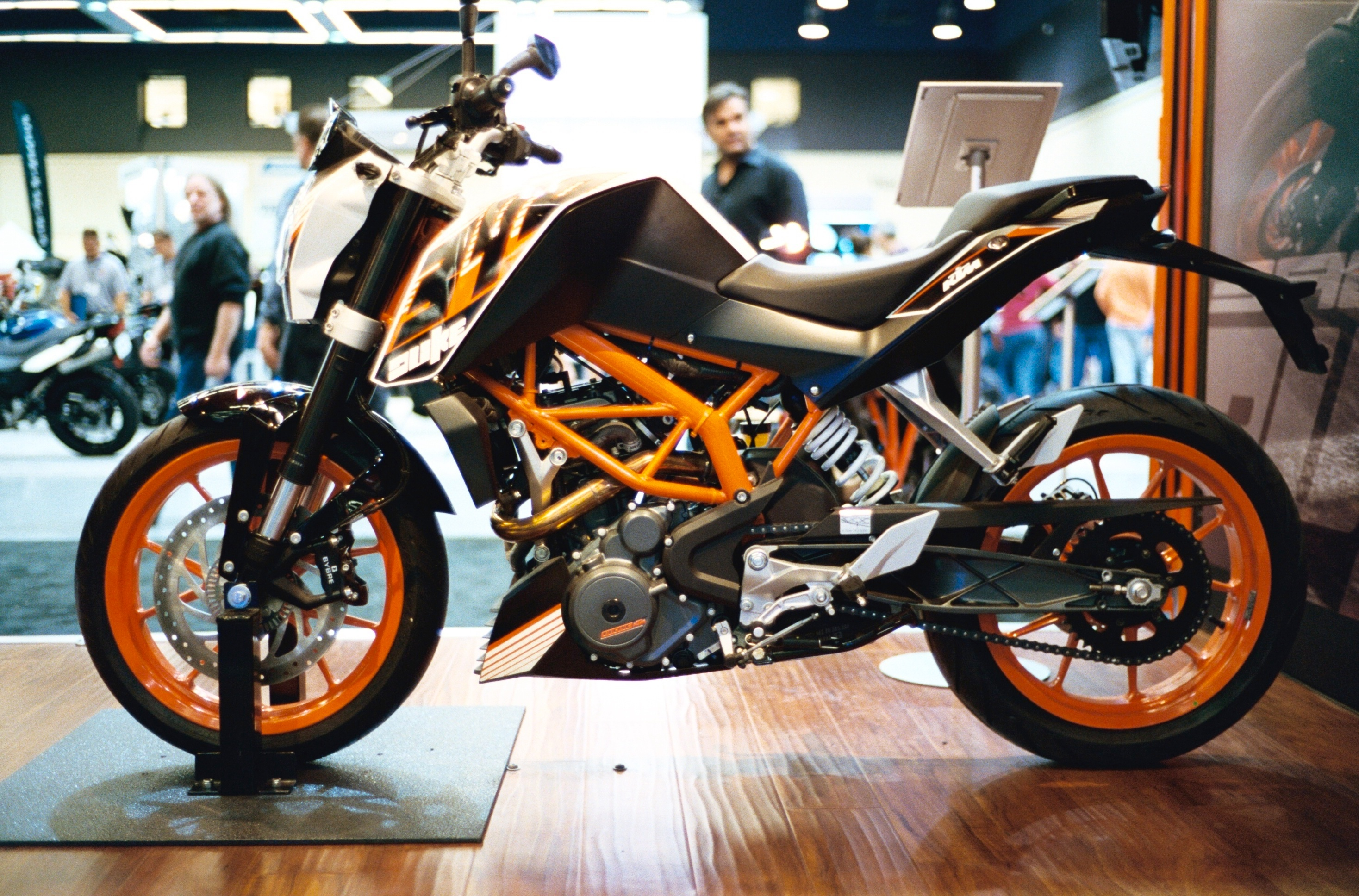
KTM Duke 390 (2015).
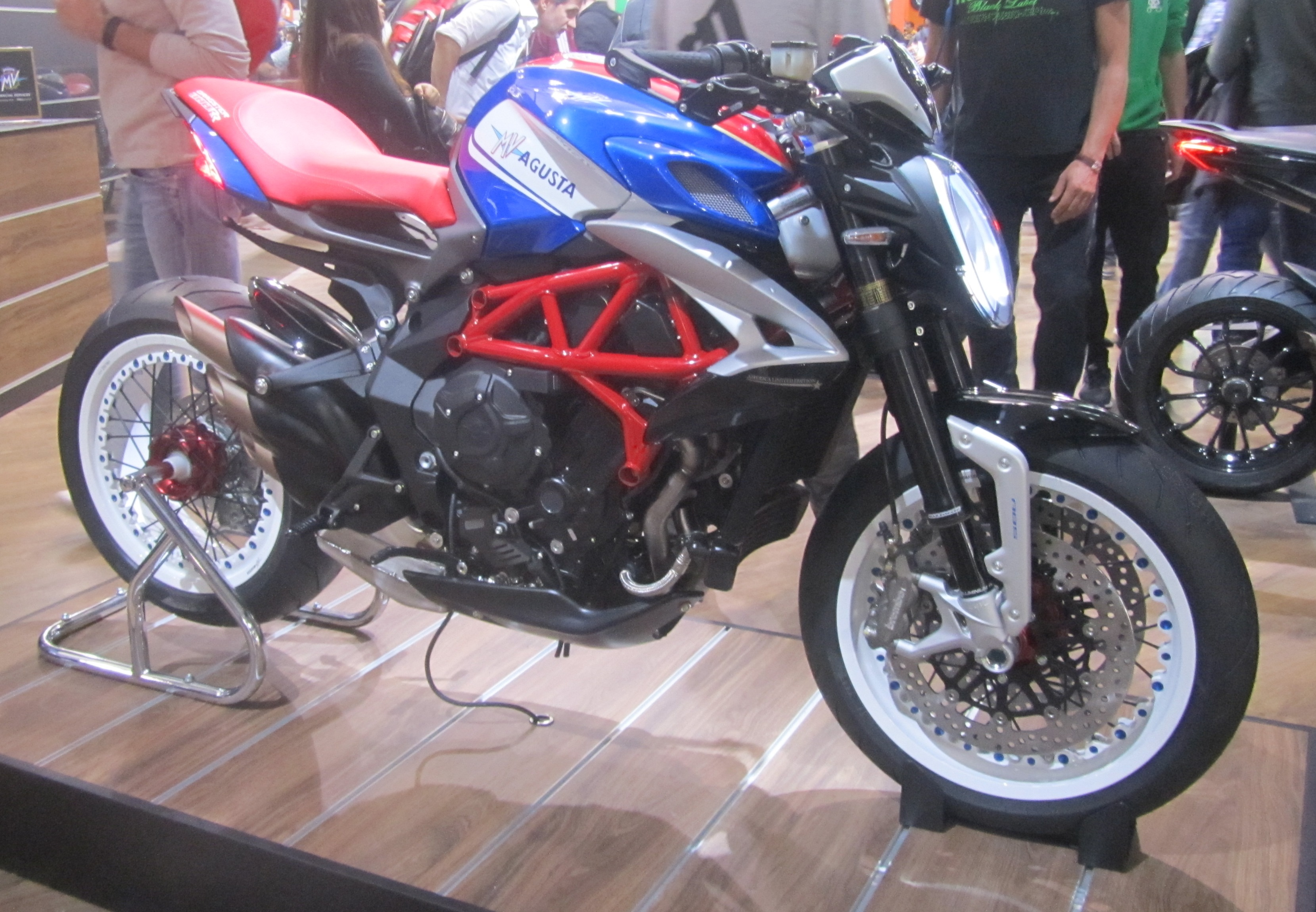
MV Agusta Dragster RR (2018).

## Cadre périmétrique
Appelé « Deltabox » chez Yamaha ou « Diamond » chez Honda, le cadre périmétrique équipe plusieurs sportives actuelles, de la 50 cm3 aux plus grosses cylindrées, et certains modèles de route.
Il entoure le moteur. Il est formé par deux longerons qui peuvent être en alliage d'aluminium ou d'acier (ou parfois en fibre de carbone pour certaines parties), passant de chaque côté du moteur. Les longerons relient la colonne de direction et l'attache du bras oscillant. Les longerons peuvent être renforcés par des caissons ou des nervures, ils peuvent également être constitués de tubes accolés.

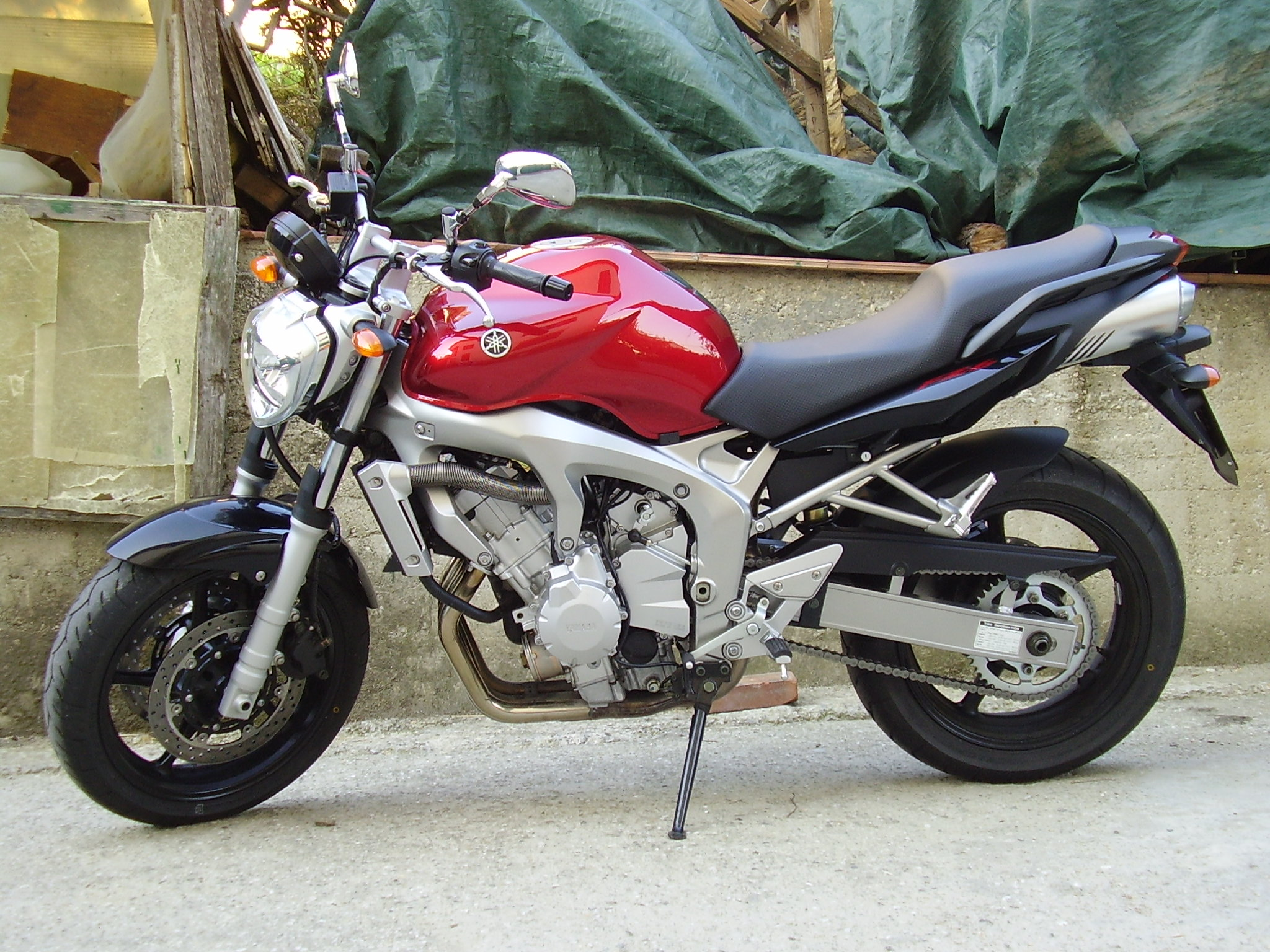
Yamaha FZ6 à cadre Deltabox (2005).
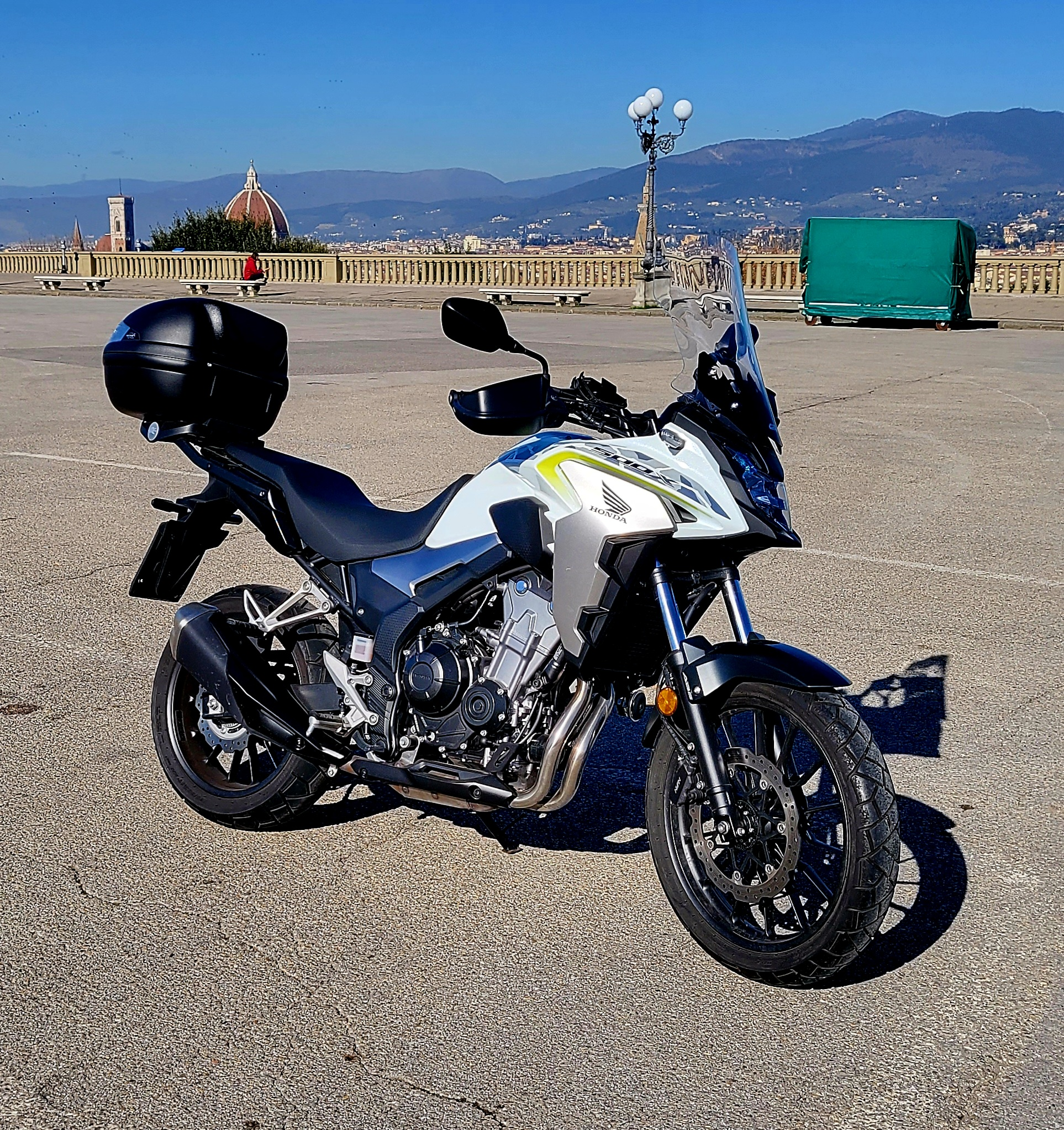
Honda CB500X à cadre « diamant » (2019).

## Cadre poutre et structure monocoque
Un cadre poutre se compose d'un tube rond ou rectangulaire reliant colonne et bras oscillant et passant au-dessus du moteur. Le moteur est accroché sous le cadre. Le principe de ce cadre est connu depuis les années 1920, et a été breveté par William S. Harley, l'un des fondateurs de Harley-Davidson en 1924. Il peut accueillir la boîte à air, comme sur les Yamaha Virago. Certains constructeurs, comme Midual, en ont dérivé une structure monocoque qui intègre le réservoir d'essence.

Cadre poutre, brevet de W. S. Harley (1924).
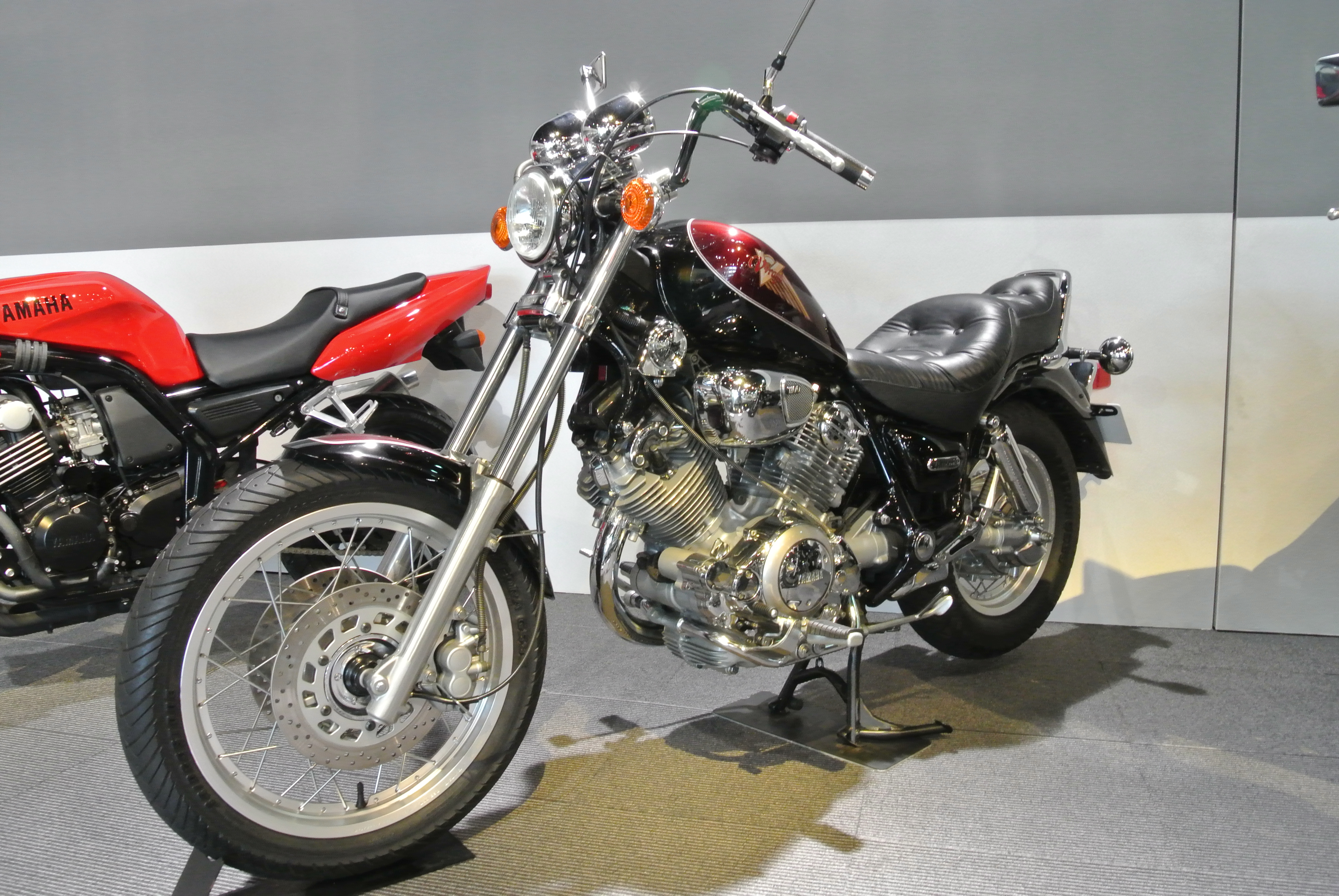
Yamaha XV 1100 (1996).
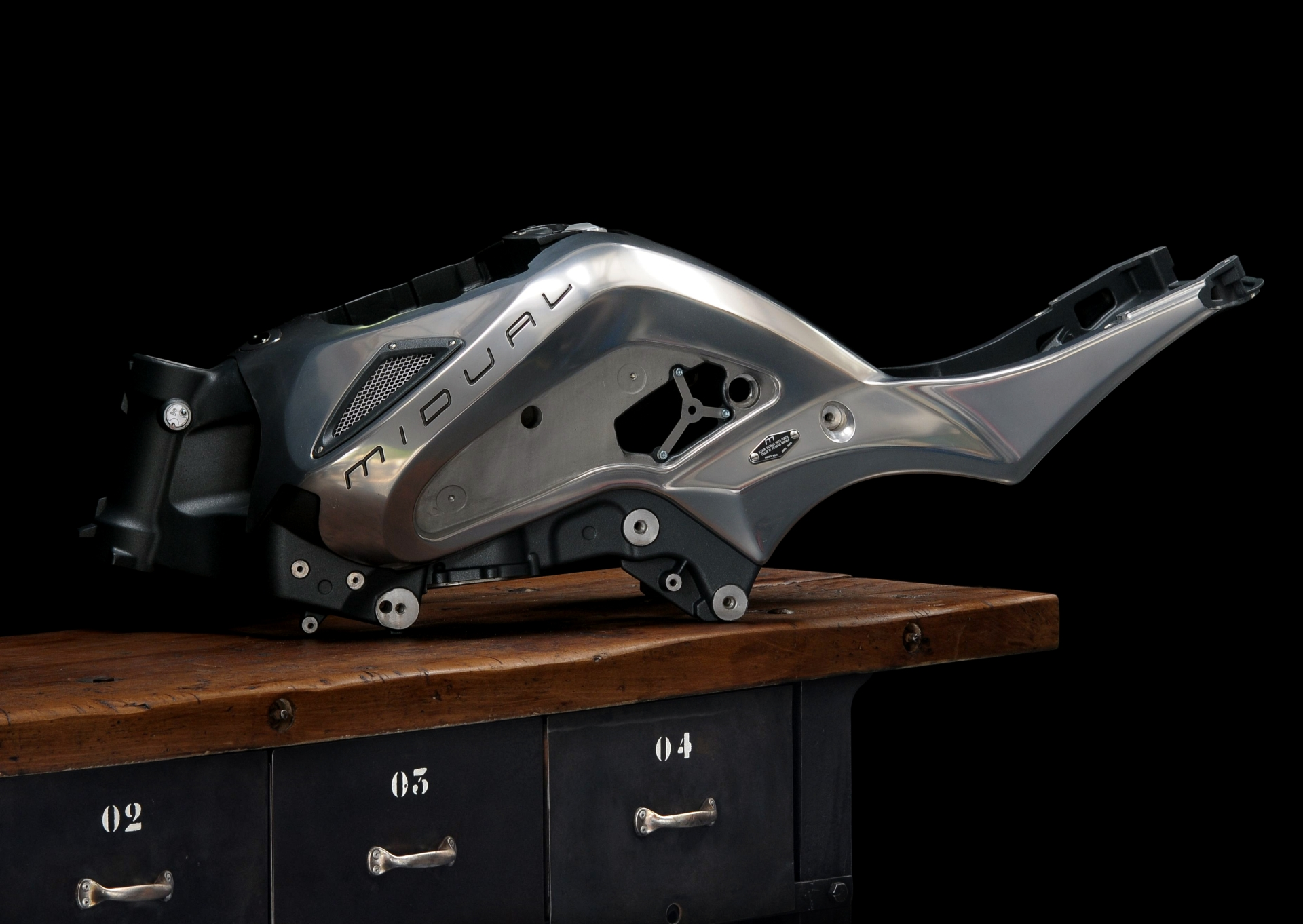
Monocoque Midual.

## Cadre ouvert
Un cadre ouvert ne possède pas de tube supérieur. Surtout utilisé sur les cyclomoteurs et scooters, il permet de ne pas devoir enfourcher l'engin pour s'asseoir sur la selle.

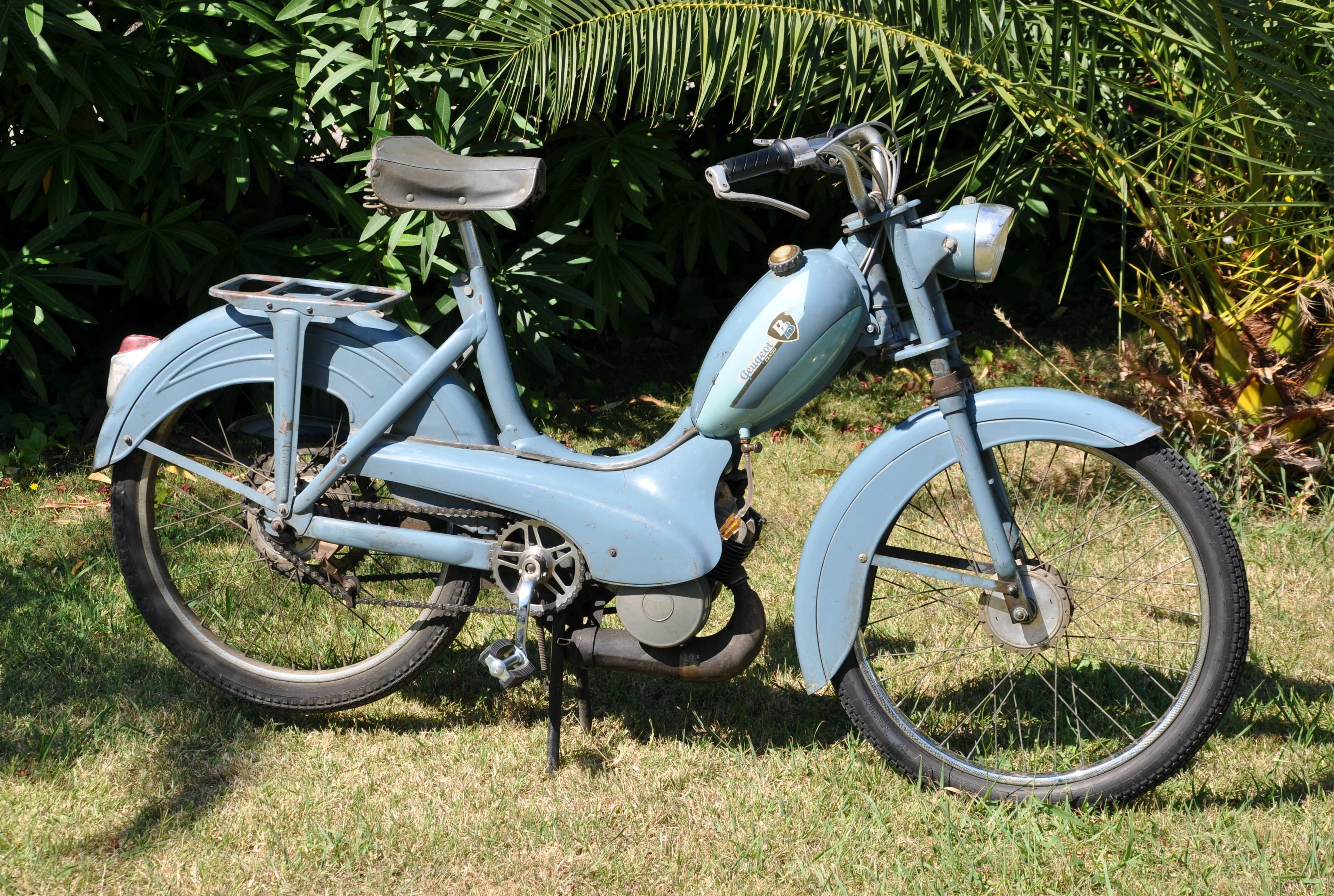
Peugeot BB (1957).
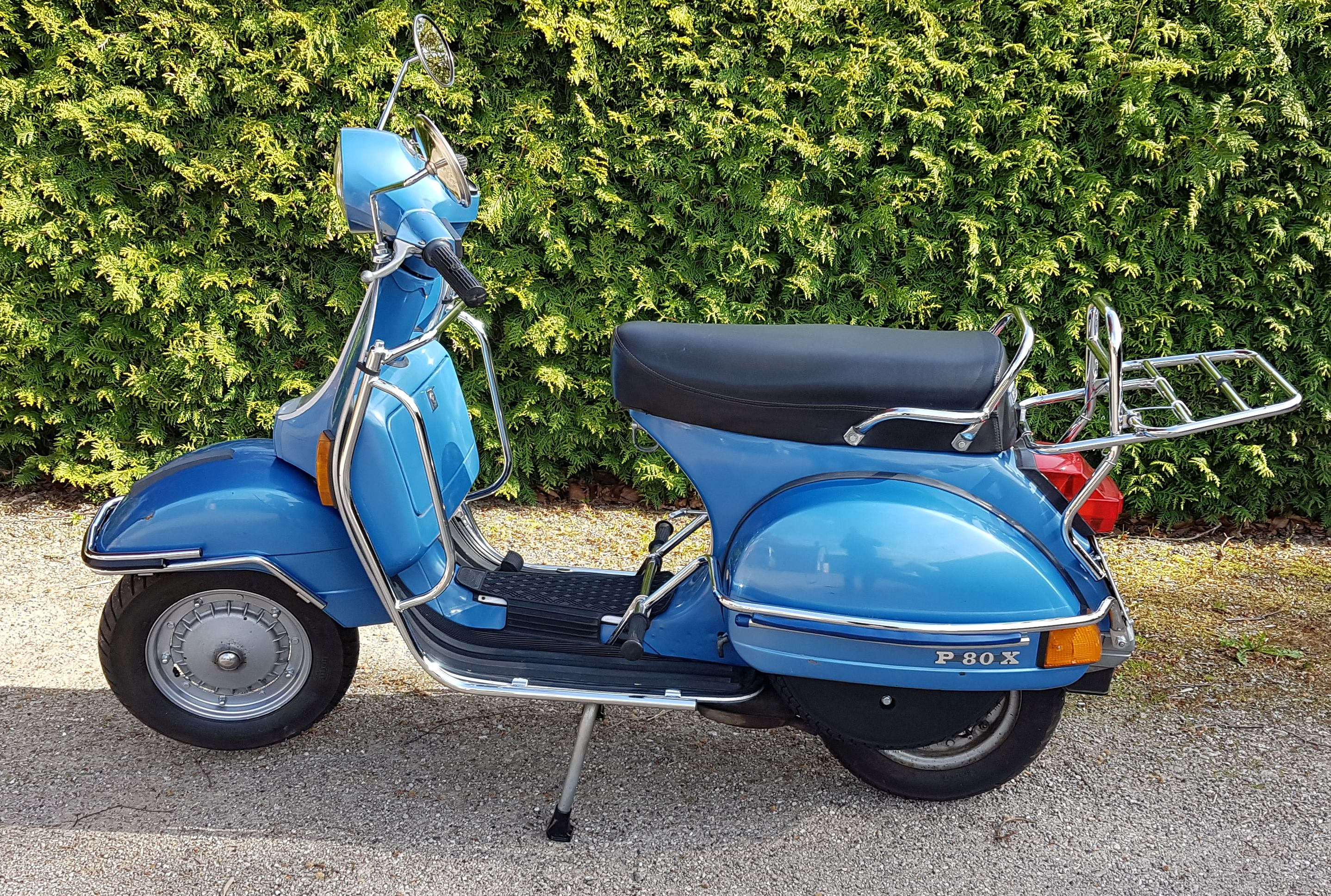
Vespa P80X (1981).
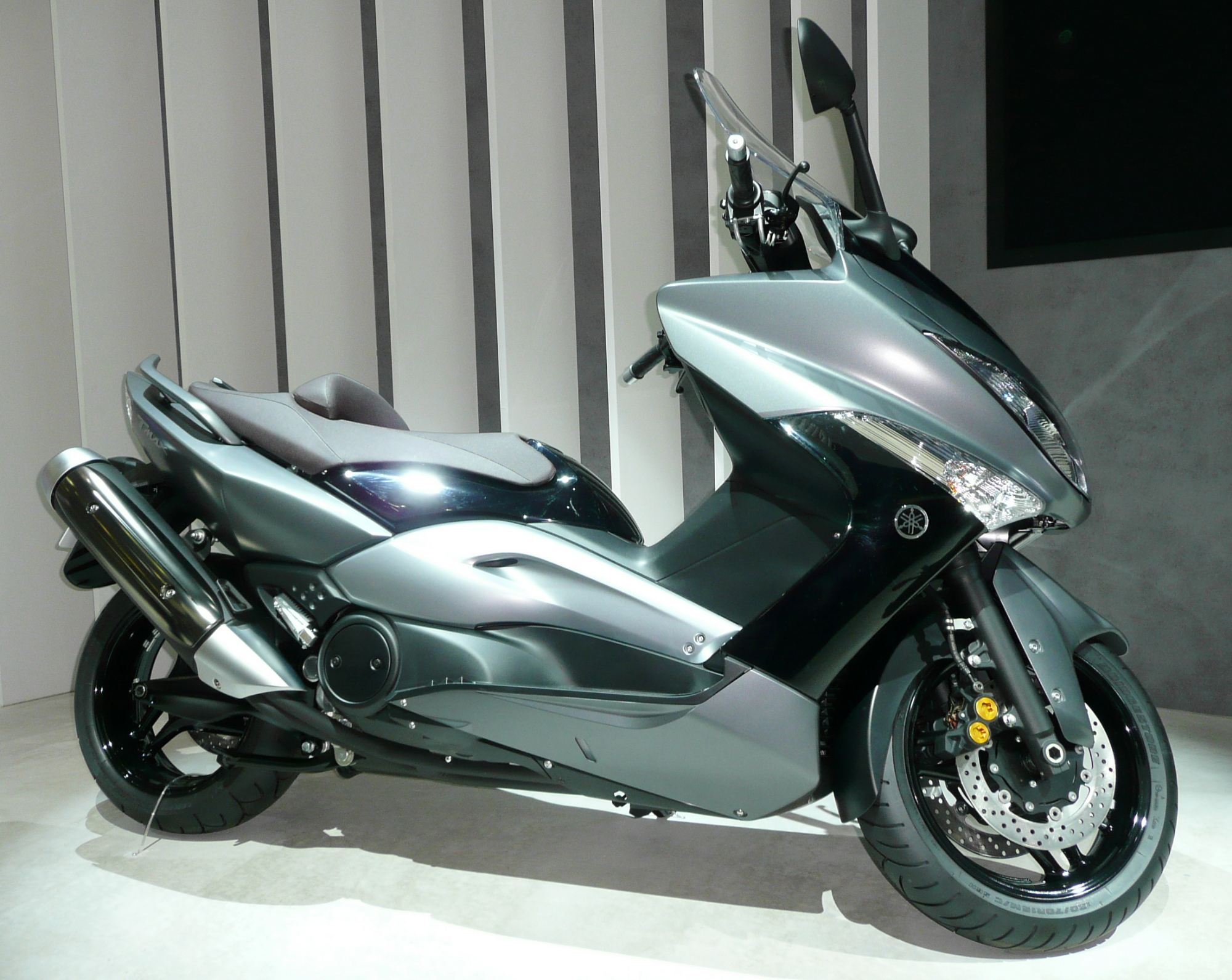
Yamaha TMAX (2007).

## Cadre Omega
Le cadre omega n'a été que très peu utilisé sur une moto de série. Seuls Bimota, sur la Tesi, Yamaha, sur la 1000 GTS, et Vyrus ont commercialisé une moto avec ce type de cadre.
L'intérêt est d'offrir une largeur contenue, une rigidité élevée et un centre de gravité abaissé. Ce type de cadre s'accompagne d'un système de suspension et de guidage de la roue avant complexe et coûteux.

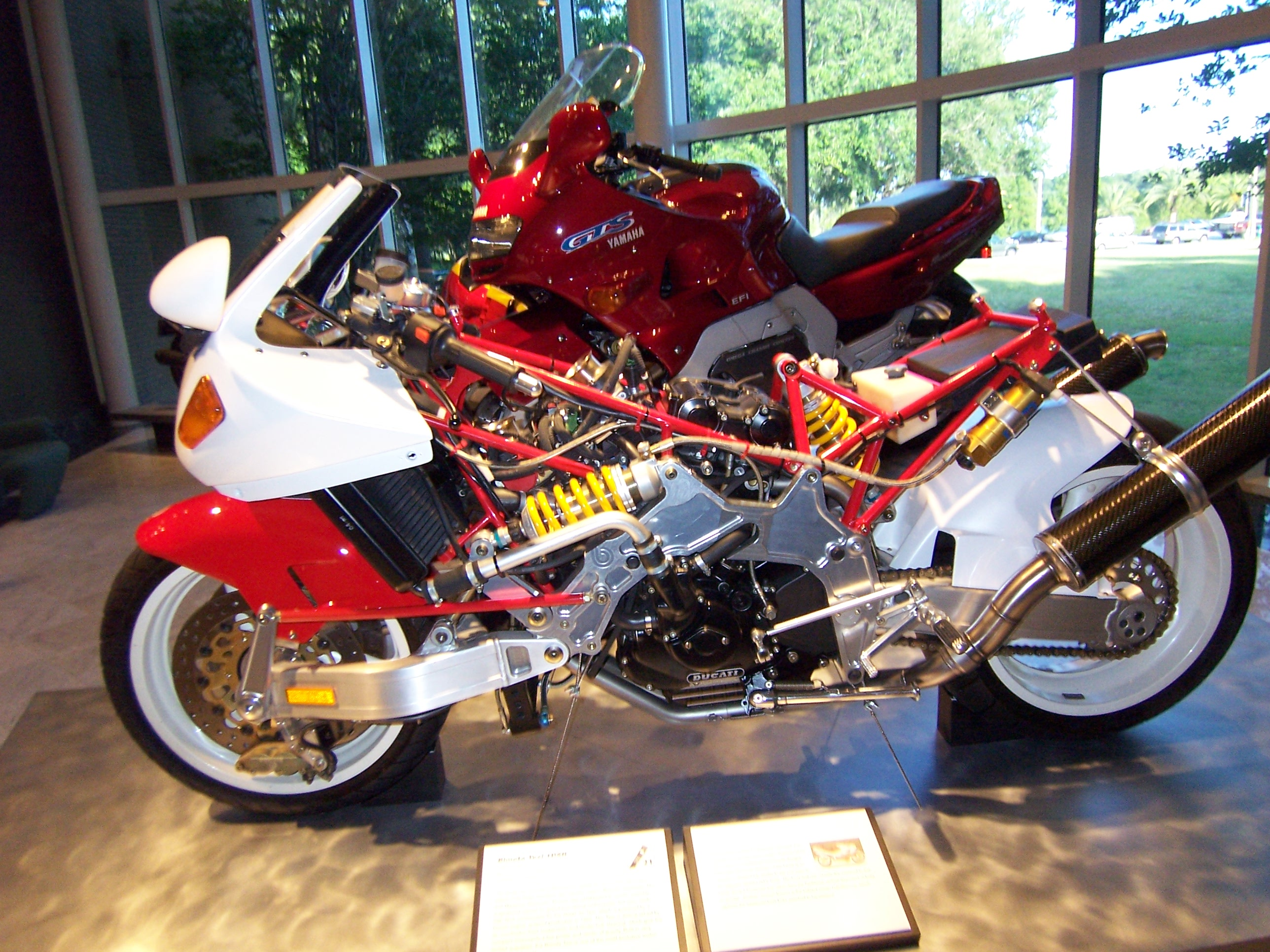
Bimota Tesi 1D (2006).
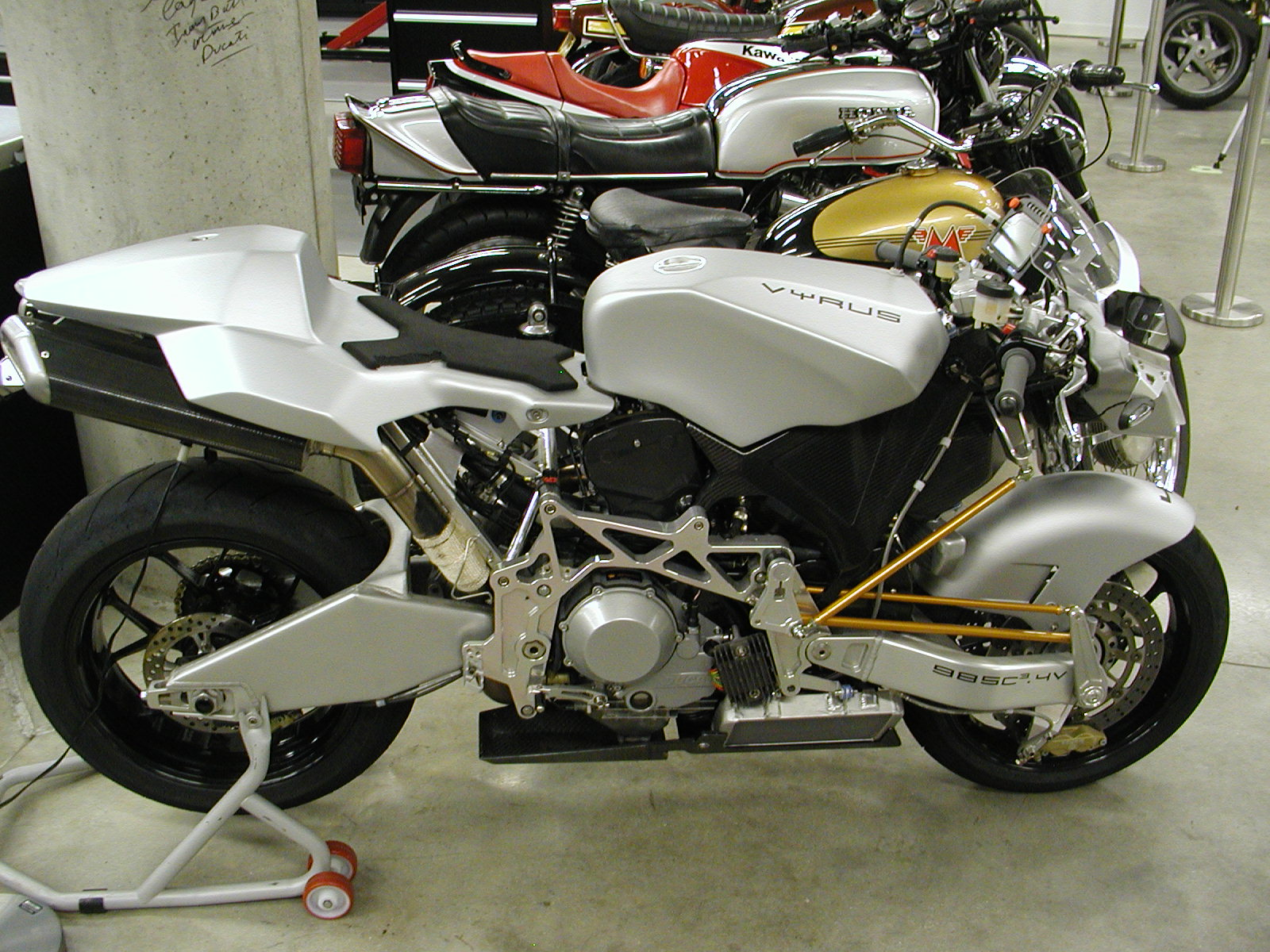
Vyrus 985 (2006).
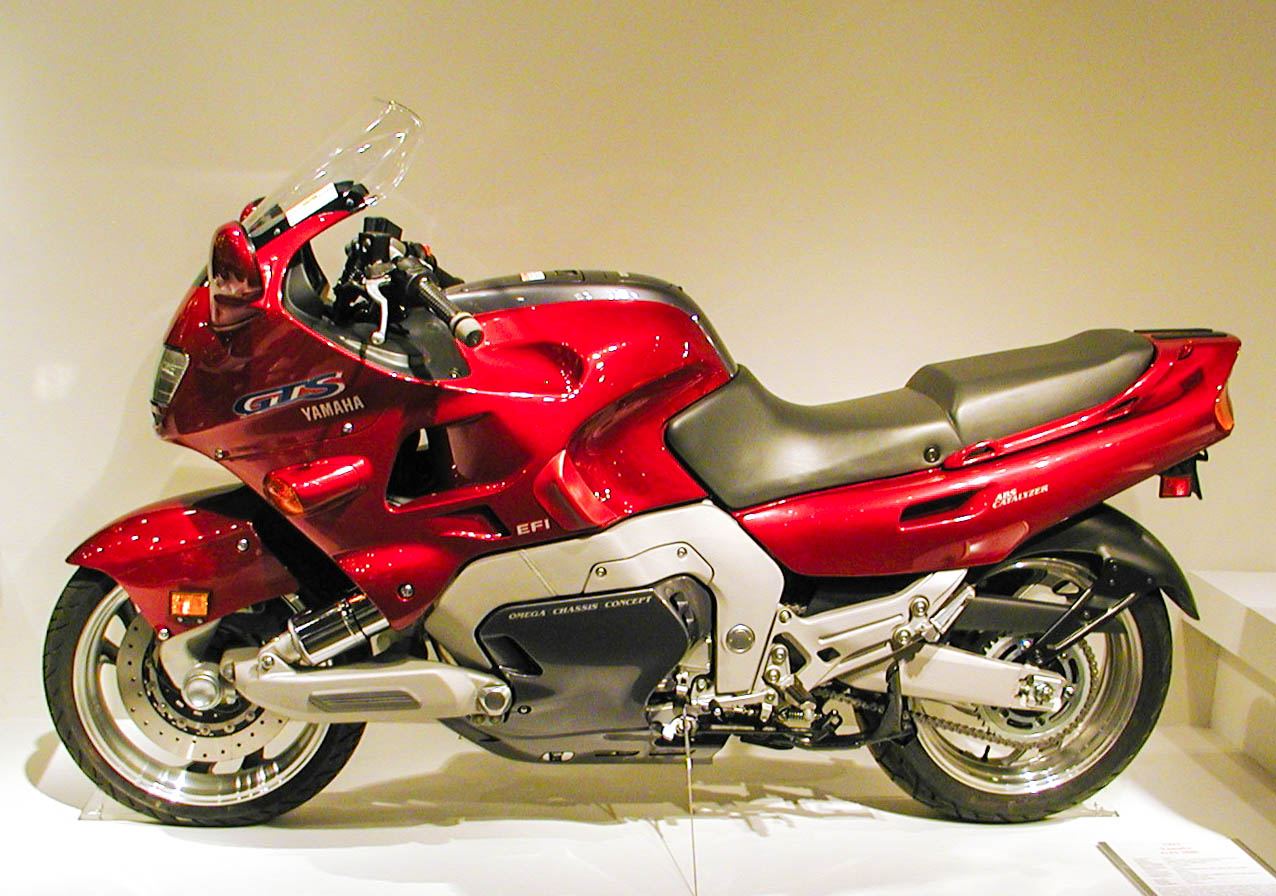
Yamaha GTS 1000 (2006).